# Tabernanthe iboga
Tabernanthe iboga är en oleanderväxtart som bland annat beskrivits av den franska botanikern Henri Ernest Baillon. Tabernanthe iboga ingår i släktet Tabernanthe och familjen oleanderväxter. Inga underarter finns listade i Catalogue of Life.
Växten används för att utvinna ibogain, en indol-alkaloid med antiaddiktiva och hallucinogens egenskaper som är narkotikaklassad i Sverige, Danmark, Belgien, Schweiz och USA.